# شیرین‌آباد (فراهان)
شیرین‌آباد (فراهان)، روستایی از توابع بخش خنجین شهرستان فراهان در استان مرکزی ایران است.

## جمعیت
این روستا در دهستان فرمهین قرار دارد و براساس سرشماری مرکز آمار ایران در سال ۱۳۸۵، جمعیت آن ۸۴۳ نفر (۲۴۹خانوار) بوده‌است.